# 水野忠友
水野 忠友（みずの ただとも）は、江戸時代中期から後期の旗本、のち大名、老中。三河大浜藩主、駿河沼津藩初代藩主。沼津藩水野家8代。

## 生涯
享保16年（1731年）2月3日、大身旗本水野忠穀の長男として生まれる。水野家は元々信濃松本で7万石を食んでいたが、水野忠恒（忠友の従兄にあたる）が江戸城内で刃傷事件を起こして改易された。家督は忠恒の叔父であった忠穀に対して相続は許されたものの、大名の身分を剥奪され、信濃佐久郡7000石（高野町知行所）の大身旗本として名跡を保っていた。
忠友は父死去に伴い12歳で家督を相続し、徳川家治小姓（元文4年（1739年））、小姓組番頭格（宝暦8年（1758年））、御側衆（宝暦10年（1760年））を経て、若年寄となり、明和5年（1768年）に三河で6000石の加増を受け都合1万3000石になり、三河大浜に城地を与えられ、水野家は再び大名として復活した。さらに駿河沼津2万石に移り、2度の加増を経て最終的に3万石となった。その際、信濃の所領は駿河に替地となった。
幕府では一貫して田沼意次の重商主義政策を支え、若年寄、側用人、勝手掛老中格を経て、のち正式な老中となった。
天明6年（1786年）、意次失脚と同時に、忠徳と名乗らせ養嗣子としていた意次の息子（のちの田沼意正）を急いで廃嫡とし、代わりに分家旗本の水野忠成（大和守）を養嗣子としたが、田沼一派であった世評は覆せず、天明の打ち壊しを期に失脚して松平定信の指令で老中免職となった。
10年後の寛政9年（1797年）に再び老中（ただし西丸付）に返り咲き、在職中の享和2年（1802年）9月19日に死去した。跡を養嗣子の忠成が継いだ。

## 官歴
- 元文4年（1739年）3月18日：御伽衆
- 寛保2年（1742年）11月5日：家督
- 寛保3年（1743年）11月15日：西丸小姓（西丸：徳川家重、家治）
- 延享4年（1747年）12月19日：従五位下豊後守
- 宝暦8年（1758年）10月15日：小姓組番頭格・御側御用取次見習
- 宝暦10年（1760年）4月1日：側衆・御側御用取次、5月13日：本丸付
- 明和2年（1765年）1月28日：加増1,000石
- 明和5年（1768年）11月15日：勝手掛若年寄・加増5,000石・転封大浜藩、8月18日：出羽守
- 安永6年（1777年）4月21日：側用人・加増7,000石・転封沼津藩、従四位下
- 天明元年（1781年）9月18日：老中格・加増5,000石、9月27日：勝手掛、11月15日：兼侍従
- 天明5年（1785年）1月29日：勝手掛老中・加増5,000石
- 天明7年（1787年）12月4日：免勝手掛
- 天明8年（1788年）3月28日：免老中・雁間詰
- 寛政8年（1796年）11月29日：西丸老中（西丸：徳川家慶）
- 享和2年（1802年）9月19日：卒去

## 系譜
父母
- 水野忠穀（父）
- 後香気院 ー 杉田氏、側室（母）

正室
- 牧野康周の娘

子女
- 青山幸完正室
- 八重姫 ー 水野忠徳正室後に水野忠成継室

養子
- 水野忠徳 ー 田沼意次の四男、後に離縁
- 水野忠成 ー 岡野知暁の次男

## 参考資料
- 「柳営補任」
- 児玉幸多監修・新田完三編「内閣文庫蔵　諸侯年表」東京堂出版　1984年
- 美和信夫「江戸幕府勝手掛老中就任者に関する考察」麗澤大学紀要31号　1981年7月
- 沼津市立駿河図書館編「御代々略記 沼津藩水野家年代記」